# Gilmar (football, 1959)
Pour les articles homonymes, voir Gilmar (homonymie).
Gilmar Luís Rinaldi ou Gilmar est un footballeur brésilien né le 13 janvier 1959 à Erechim. Il évoluait au poste de gardien de but et a fait partie de l'équipe du Brésil championne du monde en 1994.

## Biographie
Gilmar Rinaldi porte ce prénom en hommage au gardien Brésilien Gilmar. Il raconte que c'est ce qui l'a poussé à jouer à ce poste, dans différentes interviews.
Gilmar est formé à l'Internacional Porto Alegre qu'il quitte en 1984, année où il obtient la médaille d'argent aux Jeux olympiques de Los Angeles. 
Il rejoint ensuite São Paulo, où il est titulaire pendant 2 années. Cependant barré par la concurrence de Roberto Rojas puis de Zetti mais malgré quelques matchs joués et la découverte de la Seleccão, il part en 1991 à CR Flamengo. Il effectue 4 saisons pleines pendant lesquelles il gagne la Coupe du monde avec la sélection brésilienne. 
Il s'envole ensuite pour le Japon, à Cerezo Ōsaka où il termine sa carrière en 1999.
Il est aujourd'hui agent de joueurs, avec comme clients Adriano, Washington et Danilo.

## Palmarès

### En sélection
- Médaille d'argent aux Jeux olympiques de 1984
- Vainqueur de la Coupe du monde 1994

### En club
- Avec l'Internacional Porto Alegre
  - Championnat Gaúcho : 1981, 1982, 1983, 1984

- Avec São Paulo
  - Championnat Paulista : 1985, 1987, 1989
  - Championnat brésilien : 1986

- Avec le CR Flamengo
  - Championnat Carioca : 1991
  - Coupe Rio de football : 1991
  - Championnat brésilien : 1992

### Distinctions personnelles
- Bola de Prata : 1986 et 1989